# Derrière Le Hublot
 (octobre 2022).
La mise en forme du texte ne suit pas les recommandations de Wikipédia : il faut le « wikifier ».
Les points d'amélioration suivants sont les cas les plus fréquents. Le détail des points à revoir est peut-être précisé sur la page de discussion.
- Les titres sont pré-formatés par le logiciel. Ils ne sont ni en capitales, ni en gras.
- Le texte ne doit pas être écrit en capitales (les noms de famille non plus), ni en gras, ni en italique, ni en « petit »…
- Le gras n'est utilisé que pour surligner le titre de l'article dans l'introduction, une seule fois.
- L'italique est rarement utilisé : mots en langue étrangère, titres d'œuvres, noms de bateaux, etc.
- Les citations ne sont pas en italique mais en corps de texte normal. Elles sont entourées par des guillemets français : « et ».
- Les listes à puces sont à éviter, des paragraphes rédigés étant largement préférés. Les tableaux sont à réserver à la présentation de données structurées (résultats, etc.).
- Les appels de note de bas de page (petits chiffres en exposant, introduits par l'outil «  Source ») sont à placer entre la fin de phrase et le point final[comme ça].
- Les liens internes (vers d'autres articles de Wikipédia) sont à choisir avec parcimonie. Créez des liens vers des articles approfondissant le sujet. Les termes génériques sans rapport avec le sujet sont à éviter, ainsi que les répétitions de liens vers un même terme.
- Les liens externes sont à placer uniquement dans une section « Liens externes », à la fin de l'article. Ces liens sont à choisir avec parcimonie suivant les règles définies. Si un lien sert de source à l'article, son insertion dans le texte est à faire par les notes de bas de page.
- La présentation des références doit suivre les conventions bibliographiques. Il est recommandé d'utiliser les modèles {{Ouvrage}}, {{Chapitre}}, {{Article}}, {{Lien web}} et/ou {{Bibliographie}}. Le mode d'édition visuel peut mettre en forme automatiquement les références.
- Insérer une infobox (cadre d'informations à droite) n'est pas obligatoire pour parachever la mise en page.

Pour une aide détaillée, merci de consulter Aide:Wikification.
Si vous pensez que ces points ont été résolus, vous pouvez retirer ce bandeau et améliorer la mise en forme d'un autre article.
Derrière Le Hublot est une association loi de 1901 créée à Capdenac-Gare en 1996. 

## Historique et objectifs
Créée à Capdenac-Gare en 1996,, Derrière Le Hublot est une association type loi de 1901 qui soutient des projets artistiques et culturels souvent créés pour et avec le territoire et ses habitants. 
Implantée dans l’Aveyron sur une commune du Grand-Figeac, elle œuvre également dans le département du Lot, ailleurs en Occitanie et sur les Chemins de Compostelle. Scène conventionnée d’intérêt national art en territoire depuis 2020,, elle diffuse et produit des spectacles, accueille des artistes en résidence, met en place des médiations avec la population.
Derrière Le Hublot est notamment financée par le ministère de la Culture / DRAC Occitanie, la région Occitanie, la communauté de communes du Grand-Figeac, le département de l’Aveyron et la commune de Capdenac-Gare.
L'association travaille en milieu rural et est issue de l'éducation populaire. 
Elle a longtemps organisé un festival au printemps nommé L'autre festival. Ce temps festif a pris fin avec l'édition de 2021.

## Fenêtres sur le paysage
Projet coordonné par Derrière Le Hublot et l’Agence française des chemins de Compostelle, Fenêtres sur le paysage est une aventure artistique au long cours développée le long du GR65, l’un des Chemins de Saint-Jacques-de-Compostelle. Il s’agit de rendez-vous artistiques éphémères ou pérennes et de création d’œuvres d’art-refuges,. Ces dernières permettent aux marcheurs, pèlerins ou habitants de dormir ou trouver un refuge poétique dans une architecture qui tisse des liens avec le paysage, l’environnement et l’histoire.

### Liste des œuvres d’art-refuge
| Nom de l’œuvre d'art-refuge | Artiste                                         | Localisation                         |
| --------------------------- | ----------------------------------------------- | ------------------------------------ |
| Super-Cayrou                | Encore Heureux architectes avec Pieter Dijkstra | Gréalou, Pech Laglaire               |
| Vivre seule                 | Elias Guenoun                                   | Livinhac-Le-Haut, Lieu-dit Le Thabor |
| La Chambre d’or             | Abraham Poincheval                              | Golinhac                             |
| La Citernet-Lit             | Fred Sancère et Encore Heureux architectes      | Felzins, Lac de Guirande             |
| Pecten Maximus              | Sara de Gouy                                    | Limogne-En-Quercy                    |
| L’Arbre Collégial           | Observatorium                                   | La Romieu                            |

Lauréat du prix Architecture Occitanie 2021 et du  prix du public 2021, Super-Cayrou, œuvre d’art-refuge en pierres sèches est l’œuvre la plus connue et la plus visitée. Référencée par Google Maps, elle est aussi recommandée par l'Office de Tourisme du Grand-Figeac et a été conçue en lien avec le Parc naturel régional des Causses du Quercy.

## Service d'art à domicile
Après la période d'isolement liée à la pandémie de Covid-19 et aux différents confinements, Derrière Le Hublot a lancé un projet de Service d'art à domicile pour les personnes âgées, empêchées de se déplacer et qui sont assistées chez elle par des auxiliaires de vie. Cette expérimentation autour du bien vieillir et du prendre soin se déroule dans le territoire de Capdenac-Gare, en partenariat avec l'ADMR et l'association vive-voies, des chercheurs et des artistes.
"L'idée est toute simple, il s'agit de mettre en relation d’un artiste avec un bénéficiaire de l’aide à domicile, grâce à l’aide précieuse d’un ou une axillaire de vie, pour un moment de partage artistique à domicile."